# Gråsten

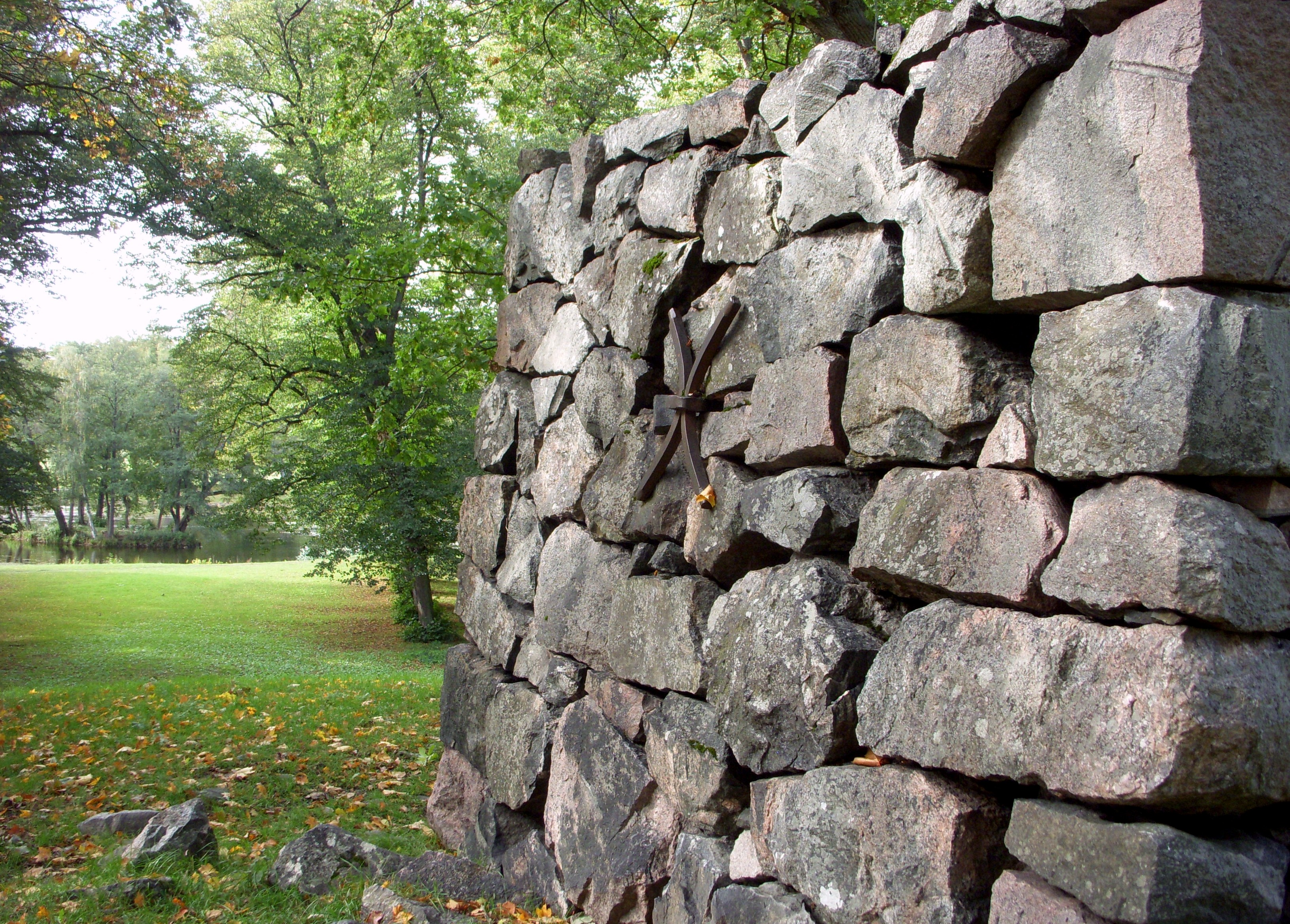
Gråstenssockel på Monumentholmen i Drottningholms slottspark.

Gråsten är en vanlig benämning på kristalliniska bergarter med gråaktig färg, till exempel granit och gnejs. Gråstensmurverk är bearbetad gråsten, i form av större block, som förr ofta användes som byggnadsmaterial. Det användes speciellt i fundament och socklar, ibland lagda på varandra utan murbruk (så kallade kallmurade väggar), med eller utan sammanhållning av smidda ankarjärn.
Ej att förväxla med gråberg som är en restprodukt vid gruvbrytning.